# 磯崎洋三

磯崎社長時代の1994年から2020年3月まで使用されたTBSのステーションロゴ

磯崎 洋三（いそざき ひろぞう、1933年〈昭和8年〉1月3日 - 2004年〈平成16年〉8月25日）は、日本の実業家。東京放送社長。茨城県那珂湊市（現・ひたちなか市）出身。愛称は「イソさん」。

## 経歴・人物
早稲田大学第一商学部卒業後、1956年（昭和31年）TBSの前身であるラジオ東京に入社。プロデューサー・制作局長を務めた居作昌果は入社同期。
『ザ・ガードマン』や山口百恵の『赤いシリーズ』を手掛け、テレビ本部編成局編成部長、第二制作局次長、スポーツ部長、第二制作局長、社会情報局長、テレビ本部編成局長、常務を歴任する。
1991年（平成3年）7月、TBSが野村證券と日興証券から6億5千万円の損失補填を受けていた問題では、筑紫哲也 NEWS23キャスターの筑紫哲也が田中和泉社長と面談して意見を言う際、重役としてただ一人、その場に立ち会い、田中の辞任表明を受け、10月9日、第8代社長に就任した。
1992年（平成4年）秋の改編期に、視聴率の低落に悩むTBSを抜本的に改革する為、視聴率が安定していた平日19時台の番組（『クイズ100人に聞きました』『わいわいスポーツ塾』『DRAGON QUEST -ダイの大冒険-』など）を大量に打ち切り、『ムーブ』を編成。『関口宏の東京フレンドパーク』と『上岡龍太郎の男と女ホントのところ』は好調だったが、その他多数は不調に終わり、改革は失敗に終わった。
1994年（平成6年）から1996年（平成8年）まで日本民間放送連盟会長を務めたほか、社長在任中には伊予テレビ（現・あいテレビ）の開局、現局舎であるTBS放送センターの完成、ロゴマーク変更などの出来事があったが、1996年（平成8年）にはオウム真理教による一連の凶悪事件の発端となった坂本堤弁護士一家殺害事件（1989年）に関連してTBSビデオ問題が発覚。この問題で磯崎は参考人として衆議院逓信委員会に呼ばれ、同年4月30日付でTBSは、郵政省に最終報告書を提出し、磯崎も責任をとって社長を辞任した（後任として砂原幸雄が社長に就任）。その後は社長室顧問に就任。
2004年（平成16年）8月25日、心不全のため死去。71歳没。